# 육상자위대의 활동 중인 부대 목록

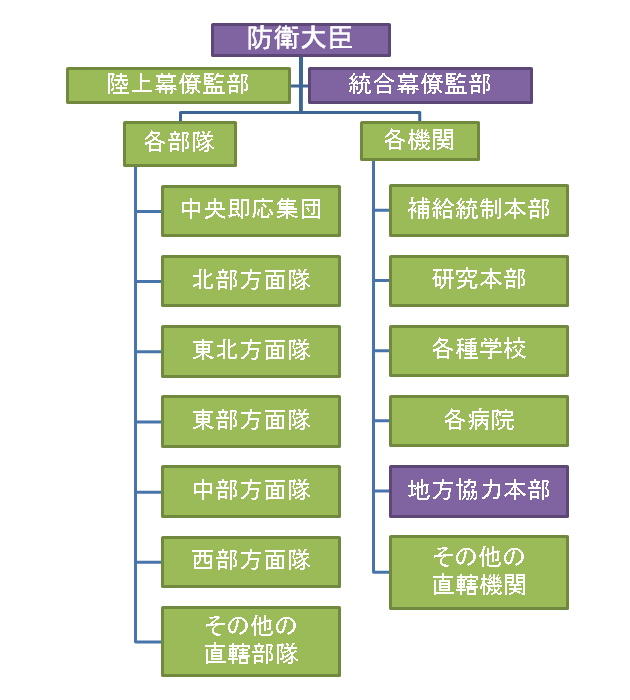
육상자위대의 조직 구조

방면대 및 예하 사단의 배치도

다음은 육상자위대의 부대 목록이다.

## 방면대
방면대는 옛 일본 제국 육군의 방면군과 이름과 구조가 비슷하지만, 규모는 군단이다.

육상자위대의 방면대 식별용 부대장
북부방면대
동북방면대
동부방면대
중부방면대
서부방면대

- 북부방면대, 삿포로 주둔지
- 동북방면대, 센나이 주둔지
- 동부방면대, 아사카 주둔지
- 중부방면대, 이타미 주둔지
- 서부방면대, 겐군 주둔지

## 사단
기갑사단인 제7사단을 제외한 다른 사단은 보병사단이지만, 대부분 차량화나 기계화되어 있다.

육상자위대의 사단 식별용 부대장
제1사단
제2사단
제3사단
제4사단
제6사단
제7사단
제8사단
제9사단
제10사단

- 제1사단, 네리마 주둔지
- 제2사단, 아사히카와 주둔지
- 제3사단, 센조 주둔지
- 제4사단, 후쿠오카 주둔지
- 제6사단, 진마치 주둔지
- 제7사단, 히가시치토세 주둔지
- 제8사단, 기타쿠마모토 주둔지
- 제9사단, 아오모리 주둔지
- 제10사단, 모리야마 주둔지

## 군
- 공정보통과군; 1958년 6월 25일 ~ 2004년 3월 28일, 3개 보통과대대로 나누어짐.
- 제1전차군; 1952년 11월 22일 ~ 2014년 3월 26일
- 제2전차군; 1954년 9월 25일 ~ 1981년 3월 24일, 제72전차연대(연대-중대)로 재편성됨.
- 제3전차군; 1956년 1월 25일 ~ 1981년 3월 24일, 제73전차연대(연대-중대)로 재편성됨.
- 제2시설군
- 제3시설군, 1972년 8월 1일 ~ 2001년 3월 27일, 폐지
- 제4시설군
- 제5시설군
- 제6시설군
- 제7시설군
- 제8시설군, 1973년 3월 27일 ~ 1999년 3월 29일, 폐지
- 제9시설군
- 제10시설군
- 제11시설군
- 제12시설군
- 제13시설군
- 제14시설군
- 북부방면통신군
- 동부방면시스템통신군
- 중부방면통신군
- 서부방면시스템통신군
- 중앙야외통신군
- 제1고사특과군
- 제2고사특과군
- 제3고사특과군
- 제4고사특과군
- 제5고사특과군
- 제7고사특과군
- 제8고사특과군
- 제1특과군
- 제4특과군
- 특수작전군
- 제1수송헬리콥터군
- 제1혼성군, 1973년 10월 16일 ~ 2010년 3월 25일, 제15여단으로 재편성됨.

## 대대
- 제1보통과대대
- 제2보통과대대
- 제3보통과대대
- 전투상륙대대; 2018년 3월 27일
- 제1전차대대
- 제2전차대대; 1962년 1월 18일 ~ 1995년 3월 28일, 제2전차연대로 재편성됨.
- 제3전차대대
- 제4전차대대; 1954년 10월 5일 ~ 2018년 3월 26일, 서부방면전차대로 병합됨.
- 제5전차대대
- 제6전차대대; 1954년 9월 25일 ~ 2019년 3월 25일, 제22즉응기동연대 기동전투차대로 재편성됨.
- 제7전차대대; 1961년 2월 28일 ~ 1981년 3월 25일, 제71전차연대로 재편성됨.
- 제8전차대대; 1962년 8월 15일 ~ 2018년 3월 26일, 서부방면전차대로 병합됨.
- 제9전차대대
- 제10전차대대
- 제11전차대대; 1962년 1월 18일 ~ 2019년 3월 25일, 대급으로 축소됨.
- 제12전차대대; 1962년 1월 18일 ~ 2001년 3월 26일, 폐지.
- 제4정찰전투대대; 2019년 3월 26일
- 공정특과대대
- 제1고사특과대대
- 제2고사특과대대
- 제3고사특과대대
- 제4고사특과대대
- 제5고사특과대대; 1962년 1월 18일 ~ 2004년 3월 28일, 중대로 축소됨.
- 제6고사특과대대
- 제8고사특과대대
- 제9고사특과대대
- 제10고사특과대대
- 제1시설대대
- 제2시설대대
- 제3시설대대
- 제4시설대대
- 제5시설대대; 1962년 1월 18일 ~ 2004년 3월 28일, 중대로 축소됨.
- 제6시설대대
- 제7시설대대
- 제8시설대대
- 제9시설대대
- 제10시설대대
- 제11시설대대; 1962년 1월 18일 ~ 2008년 3월 25일, 중대로 축소됨.
- 제12시설대대; 1962년 1월 18일 ~ 2001년 3월 26일, 중대로 축소됨.
- 제1통신대대
- 제2통신대대
- 제3통신대대
- 제4통신대대
- 제5통신대대; 1962년 1월 18일 ~ 2004년 3월 28일, 중대로 축소됨.
- 제6통신대대
- 제7통신대대
- 제8통신대대
- 제9통신대대
- 제10통신대대
- 제11통신대대; 1962년 1월 18일 ~ 2008년 3월 25일, 중대로 축소됨.
- 제12통신대대; 1962년 1월 18일 ~ 2001년 3월 26일, 중대로 축소됨.

## 대
- 쓰시마 경비대
- 아마미 경비대
- 미야코 경비대
- 히노키정 경비대; 1968년 11월 21일 ~ 2000년 5월 9일
- 북부방면대주정대전차대
- 서부방면대주정대전차대

- 제1전자대
- 서부방면전차대
- 전차교도대

- 제1특과대
- 제3특과대
- 제5특과대
- 제11특과대
- 제12특과대
- 제13특과대
- 제14특과대
- 특과교도대

- 제11후방지원대
- 제12후방지원대
- 제13후방지원대
- 제14후방지원대
- 제15후방지원대
- 공정후방지원대

- 제14비행대
- 제15헬리콥터대
- 대전차헬리콥터대
- 중앙수송업무대

- 북부방면경무대
- 동북방면경무대
- 동부방면경무대
- 중부방면경무대
- 서부방면경무대

- 동부방면특과대
- 서부방면특과대

- 북부방면위생대
- 동북방면위생대
- 동부방면위생대
- 중부방면위생대
- 서부방면위생대
- 대특수무기위생대

- 북부방면후방지원대
- 동북방면후방지원대
- 동부방면후방지원대
- 중부방면후방지원대
- 서부방면후방지원대

- 북부방면항공대
- 동북방면항공대
- 동부방면항공대
- 중부방면항공대
- 서부방면항공대

- 중앙회계대
- 회계감사대
- 북부방면회계대
- 동북방면회계대
- 동부방면회계대
- 중부방면회계대
- 서부방면회계대

- 중앙정보대
- 북부방면정보대
- 중부방면정보대
- 서부방면정보대
- 정보처리대
- 연안감시대

- 부대훈련평가대
- 시스템개발대
- 시스템방호대
- 업무지원대
- 음악대
- 중앙특수무기방호대
- 통신보안감사대

## 같이 보기
- 해체 목록
- 해상자위대
- 항공자위대

## 참고
- 《別冊歴史読本 自衛隊誕生秘話》 (일본어). 新人物往来社. 2003. ISBN 4-404-03047-9.